# Akaflieg Darmstadt D-5
Akaflieg Darmstadt D-5 Flochschwanz — небольшой учебный планёр-биплан. Flochschwanz по-немецки означает блошиный хвост.
Это был ферменный биплан классической схемы. Конструкция деревянная, усилена проволочными растяжками. Крылья и поверхности оперения с двух сторон обтянуты полотном.
Гондоле придали профиль крыла, но ничтожность создаваемой ей подъемной силы не позволяет причислить этот аппарат к типу «планер с несущим фюзеляжем».
D-5 строился для полётов только на буксире, но потом выяснилось, что несмотря на малый размах крыла он вполне прилично летает и самостоятельно. D-5 Flohschwanz несколько лет использовался в планерном клубе университета г. Дармштадт.
В следующем, 1923 году, конструктор планера D-5 A. Botsch сконструировал планеры D-7, D-9 и D-10.

## Технические характеристики
- Экипаж: 1 человек
- Длина планера: 5,5 м
- Размах крыла: 7,5 м
- Высота: 2,6 м
- Площадь коробки крыльев: 18 м2
- Полная полетная масса: 120 кг
- Масса планера: 45 кг
- Удельная нагрузка на крыло: 6,7 кг/м2